# Sylvio de Vasconcellos
Sylvio Carvalho de Vasconcellos (Belo Horizonte, 14 de outubro de 1916  —  Washington, DC, 14 de março de 1979) foi um arquiteto e historiador brasileiro. Foi um dos precursores da arquitetura modernista brasileira em Minas Gerais. Autor de inúmeros estudos, artigos e obras bibliográficas sobre o Barroco Mineiro, a formação dos primeiros povoados em Minas Gerais e sobre a arquitetura moderna, muitos dos quais traduzidos para diversos idiomas. Pertencia a tradicional família mineira dos Pereiras de Vasconcelos, da qual fazem parte Diogo Pereira Ribeiro de Vasconcelos (1758-1815), Bernardo Pereira de Vasconcellos (1795-1850) e Diogo de Vasconcellos (1843-1927). Era filho do historiador Salomão de Vasconcellos (1877-1965) e tio de Celso de Vasconcellos Pinheiro (1931-2008), também arquiteto, ex-reitor da Universidade Federal de Minas Gerais.

## Carreira acadêmica e institucional
Foi Chefe do 3º Distrito do IPHAN – Instituto do Patrimônio Histórico e Artístico Nacional em Minas Gerais entre 1939 e 1969. Professor Catedrático da Escola de Arquitetura da Universidade Federal de Minas Gerais, em Belo Horizonte. Membro e Diretor da Associação Mineira de Escritores.
Foi um dos responsáveis pela conversão do prédio do Cassino da Pampulha no Museu de Arte da Pampulha, a partir de 1952, tendo sido seu primeiro diretor a partir da inauguração do museu em 1957.
Também foi presidente da seção de Minas Gerais do Instituto de Arquitetos do Brasil e membro do conselho e da curadoria do Museu de Arte de São Paulo.
Publicou diversos estudos sobre arquitetura, com especial enfoque na arquitetura colonial brasileira e mineira, como "Vila Rica: Formação e Desenvolvimento" (1951) e "Arquitetura no Brasil: Sistemas Construtivos" (1958). Publicou, em 1968, o livro "Mineiridade: Ensaio de Caracterização", pelo qual recebeu o Troféu Literário Cidade de Belo Horizonte no mesmo ano.
Fundou, em 1959, o "Núcleo de Assessoramento à Pesquisa em Arquitetura e Urbanismo" na Escola de Arquitetura da UFMG, programa responsável pela publicação de 70 livros até seu fechamento pelo Governo Militar em 1964.
Foi nomeado diretor da Escola de Arquitetura da UFMG em 1963, tendo sido afastado do cargo quando do Golpe de Estado no Brasil em 1964. Foi presidente do Automóvel Clube de Minas Gerais no mesmo período.
Lecionou, como professor visitante, as disciplinas "Composição e Teoria da Arquitetura" na Universidad de Chile, em Santiago, em 1966, e "Teoria da Arquitetura" na Universidade de Brasília em 1968.
Foi aposentado compulsoriamente por meio de ato do reitor da UFMG em 1969. Mudou-se para os EUA em 1970, de onde coordenou uma região da Divisão de Desenvolvimento Urbano do Departamento de Assuntos Sociais e Institucionais da Organização dos Estados Americanos.

## Produção arquitetônica

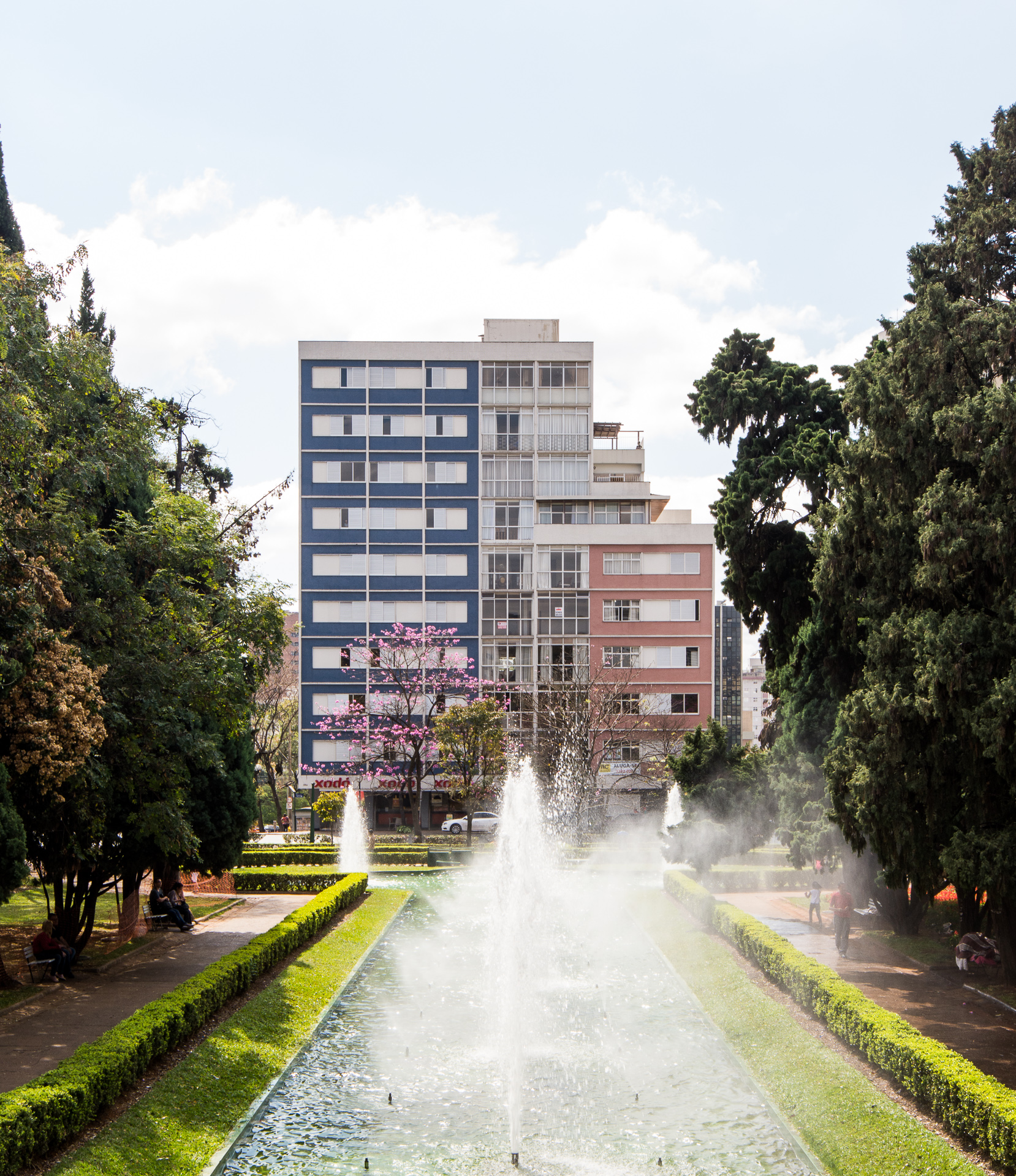
Edifício Mape, na Praça da Liberdade, em Belo Horizonte. Concluído em 1958

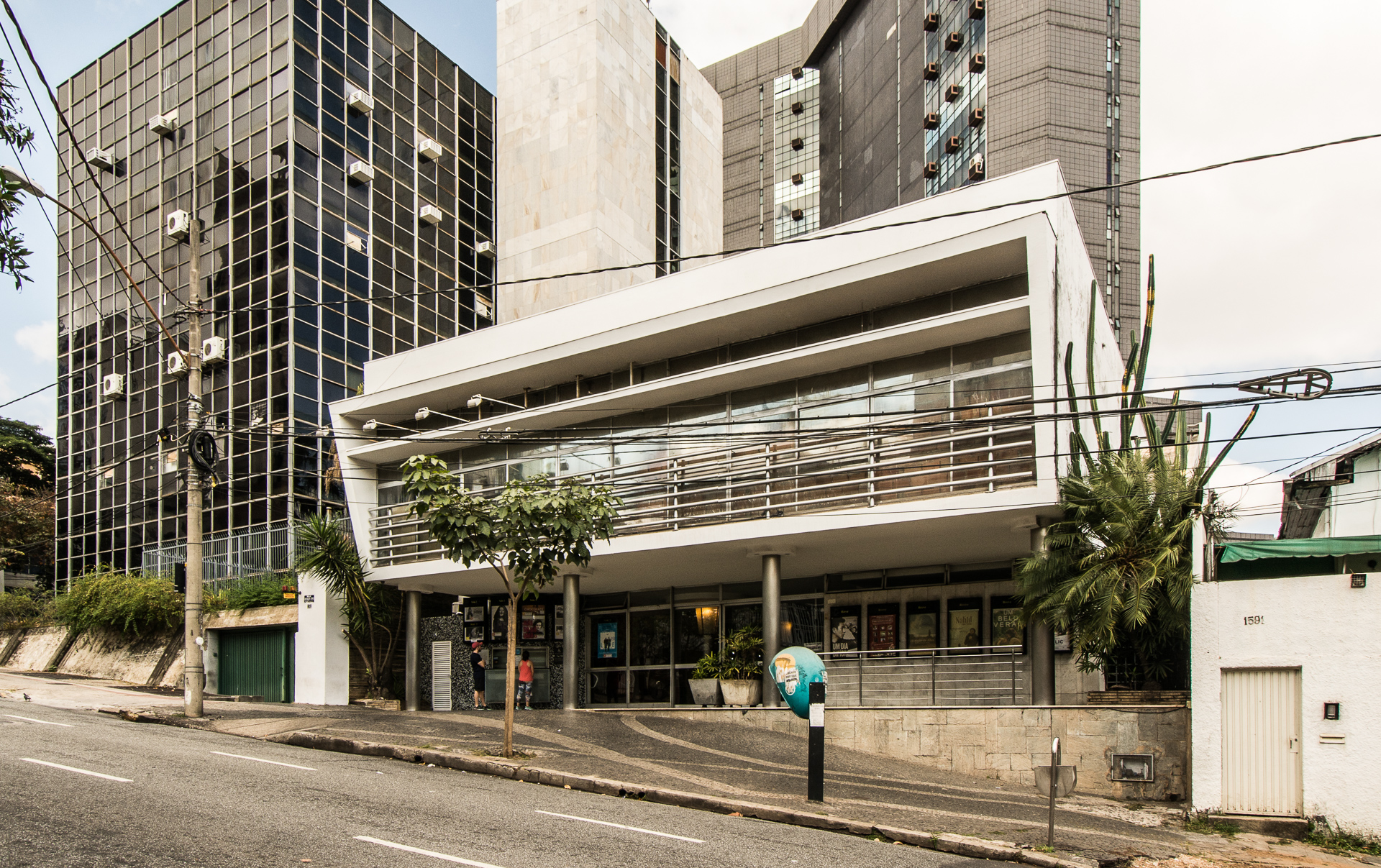
Projeto de 1953 na Rua Gonçalves Dias, em Belo Horizonte. Originalmente construído para servir de sede do DCE da UFMG e abrigando atualmente o Cine Belas Artes.

Foi responsável pela elaboração de diversos edifícios modernistas na cidade de Belo Horizonte, dentre os quais se destacam o Edifício Mape, na Praça da Liberdade; a sede do ICBEU e a capela do Instituto Metodista Izabela Hendrix na rua da Bahia; e a sede do Diretório Central de Estudantes (DCE) da UFMG, atualmente funcionando como Cine Belas Artes, na rua Gonçalves Dias. Também elaborou projetos de dezenas de residências, principalmente nos bairros Cidade Jardim e Serra, alguns dos quais tombados pela Diretoria de Patrimônio Cultural da Prefeitura de Belo Horizonte.

## Prisões, processos legais e exílio
Sylvio foi preso, sem acusação formal, em 31 de março de 1964, véspera do Golpe Militar, sendo em seguida afastado do cargo de Diretor da Escola de Arquitetura. As acusações contra ele foram publicadas apenas em 4 de maio, vindo ele a conhecê-las apenas após sua soltura, por habeas corpus, em julho daquele ano. Dentre as acusações, ter sido "eleito, por aclamação, secretário-geral da 'Frente Única Anti-Fascista'", que "congregava apenas elementos comunistas" e ter presidido uma reunião da "Federação Vermelha dos Estudantes", entre outros atos alegadamente subversivos. Também foi acusado de colocar seu carro oficial à disposição de Luis Carlos Prestes em 1945 e de "conduzir células comunistas no referido carro", além de procurar "ajudar os comunistas, (...) contratando os serviços do espanhol comunista José Maria Sieiro Barreiro".
Em sua defesa negou as acusações, alegando não ser responsável "pelo uso indevido dos veículos quando não a [seu] serviço" e negando qualquer contato com Luis Carlos Prestes, atribuindo as acusações que pesavam contra ele a algum homônimo.
A partir de 1965, em decorrência de seus processos legais, passou diversos períodos em atividades acadêmicas e profissionais no exterior. Exilou-se em Paris em 1965, onde trabalhou no escritório de arquitetura Bernard Granei e de onde viajou para Portugal, onde fez um estágio na Fundação Calouste Gulbenkian. Residiu posteriormente no Chile, em 1966, onde lecionou Teoria da Arquitetura na Universidade do Chile, em Santiago, e trabalhou na DESAL, órgão da ONU. Retornou ao Brasil, retomando suas atividades na Escola de Arquitetura da Universidade Federal de Minas Gerais e no IPHAN. Respondeu a três processos distintos por alegadas ações de apoio ao comunismo, vindo a ser aposentado por ato institucional em 1969 por este motivo. Permaneceu como Diretor Cultural do ICBEU em Belo Horizonte até se mudar definitivamente para os Estados Unidos em 1970, estabelecendo-se em Washington, DC, onde se casou com Muriel Vasconcellos, vivendo lá até seu falecimento em 1979.